# Grand Prix van Rio de Janeiro
De Grand Prix van Rio de Janeiro was een autorace in de Braziliaanse stad Rio de Janeiro op het circuit van Gávea. De race maakte tussen 1934 en 1949 deel uit van de grand-prixseizoenen en was tussen 1952 en 1954 ook een niet-kampioenschapsronde in de Formule 1.

## Winnaars van de grand prix
- Hier worden alleen de races aangegeven die plaatsvonden tijdens de grand-prixseizoenen tot 1949 en Formule 1-races vanaf 1950.

| Jaar        | Coureur               | Constructeur       | Locatie            | Verslag            |
| ----------- | --------------------- | ------------------ | ------------------ | ------------------ |
| 1954        | Toulo de Graffenried  | Maserati           | Gávea              | Verslag            |
| 1953        | Race niet gehouden    | Race niet gehouden | Race niet gehouden | Race niet gehouden |
| 1952        | Henrique Casini       | Ferrari            | Gávea              | Verslag            |
| 1950 - 1951 | Race niet gehouden    | Race niet gehouden | Race niet gehouden | Race niet gehouden |
| 1949        | Luigi Villoresi       | Maserati           | Gávea              | Verslag            |
| 1948        | Chico Landi           | Alfa Romeo         | Gávea              | Verslag            |
| 1947        | Chico Landi           | Alfa Romeo         | Gávea              | Verslag            |
| 1942 - 1946 | Race niet gehouden    | Race niet gehouden | Race niet gehouden | Race niet gehouden |
| 1941        | Chico Landi           | Alfa Romeo         | Gávea              | Verslag            |
| 1939 - 1940 | Race niet gehouden    | Race niet gehouden | Race niet gehouden | Race niet gehouden |
| 1938        | Carlo Maria Pintacuda | Alfa Romeo         | Gávea              | Verslag            |
| 1937        | Carlo Maria Pintacuda | Alfa Romeo         | Gávea              | Verslag            |
| 1936        | Vittorio Coppoli      | Bugatti            | Gávea              | Verslag            |
| 1935        | Riccardo Carú         | Fiat               | Gávea              | Verslag            |
| 1934        | Irineu Correa         | Ford               | Gávea              | Verslag            |